# 로이 (농기구)

로이(loy)는 물푸레나무속로 만든 길고 무거운 손잡이, 앞면에 좁은 강철판, 단일 발판이 있는 초기 아일랜드의 가래 (농기구)이다. loy라는 단어는 "삽"을 의미하는 아일랜드어 láí(고대 아일랜드어 láige, 원시 켈트어 *laginā)에서 유래되었다. 아일랜드 대기근 이전과 도중에 손으로 쟁기질하는 데 사용되었다.

## 구성
로이는 길이가 약 35cm(14인치), 너비가 7.5cm(3인치)이고 구부러진 칼날이 있고 길이가 1.5~1.8m(5~6피트)인 좁은 삽이다. 손잡이는 일반적으로 물푸레나무로 만들어진다. 블레이드에는 오른쪽 또는 왼쪽 발에 사용할 수 있는 단일 발판이 있다.